# Arbeitsgruppe 4

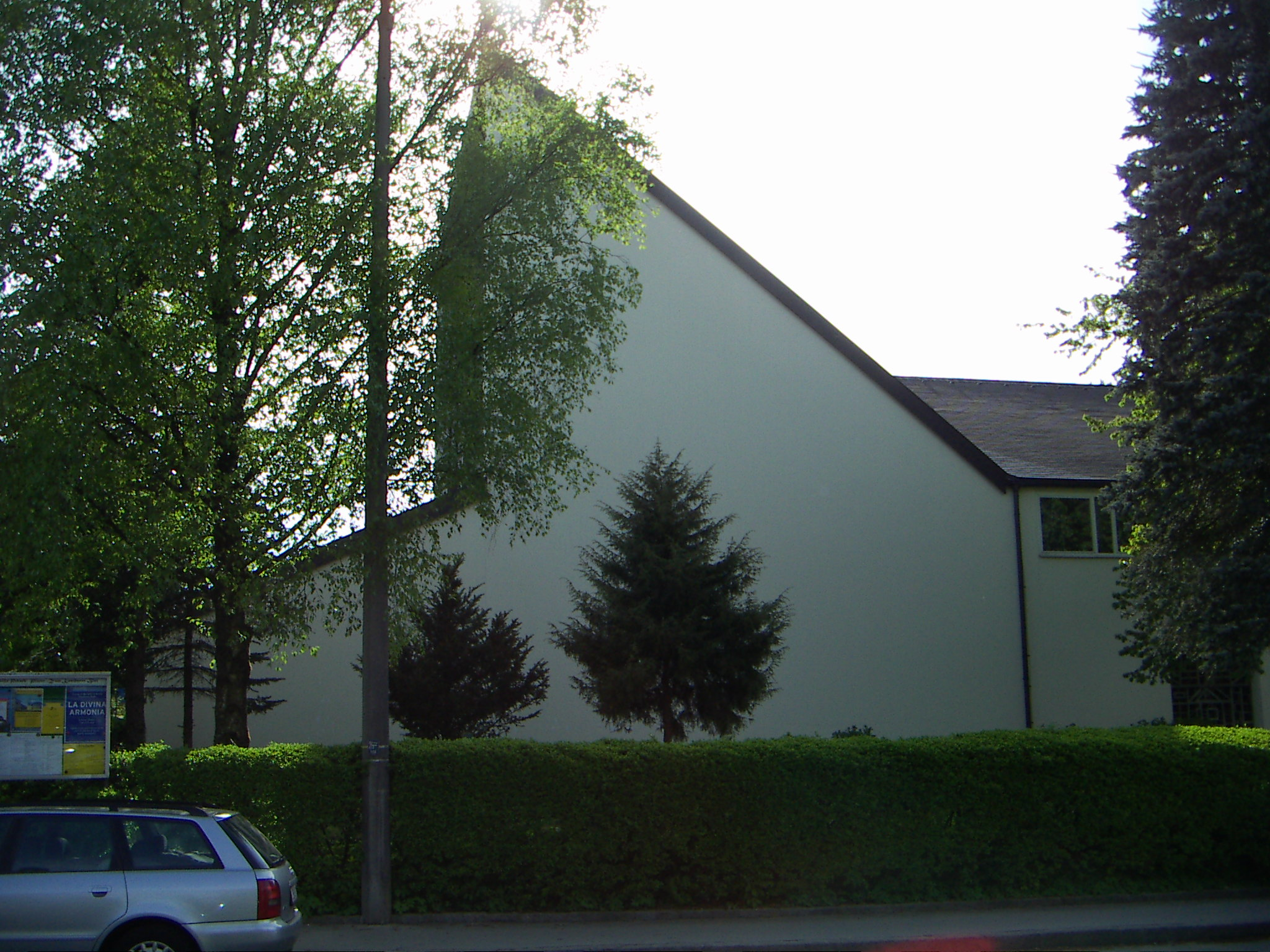
Pfarrkirche Parsch-Salzburg (1953–1956)

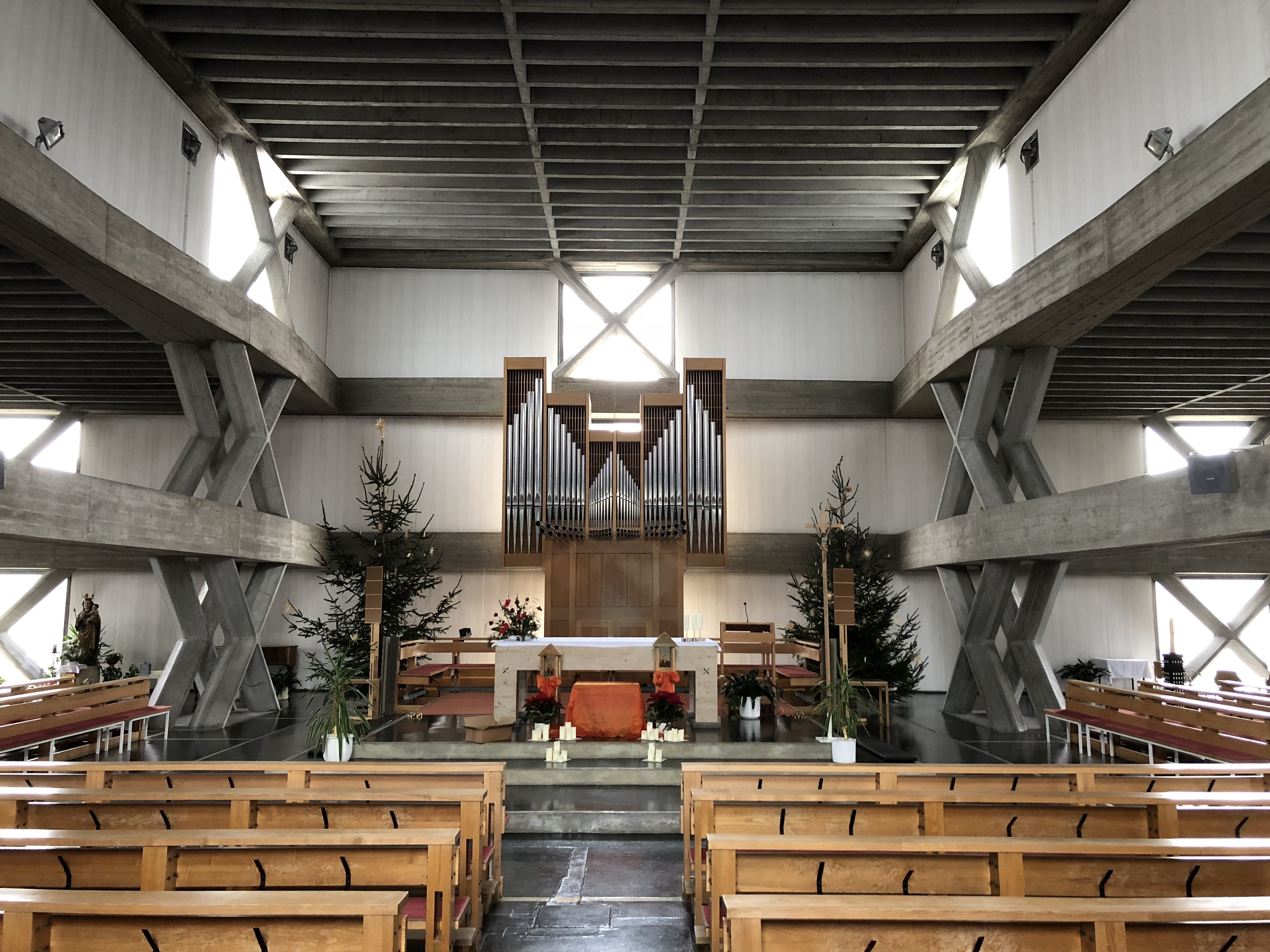
Seelsorgezentrum Steyr-Ennsleiten (1959–1970)

Arbeitsgruppe 4 war der Name, den sich vier österreichische Architekten 1950 als Gruppe gaben, um gemeinsame Projekte bei Wettbewerben einreichen zu können, obwohl (was Voraussetzung für die Einreichung war) noch nicht alle ihre Mitglieder die Befugnis als Architekt besaßen.

## Zusammenschluss und einzelne Mitglieder
Mitglieder waren die an der Akademie der bildenden Künste Wien in der Meisterklasse von Clemens Holzmeister studierenden Friedrich Kurrent (1931–2022), Johannes Spalt (1920–2010), Wilhelm Holzbauer  (1930–2019) und Otto Leitner (* 1930, Mitglied bis 1953). Kurrent, Leitner und Holzbauer hatten zuvor gemeinsam die Gewerbeschule Salzburg besucht, die Spalt einige Jahre vor ihnen absolviert hat.
Otto Leitner schied 1953 aus, um am Wettbewerb für das Museum der Stadt Wien auf dem Karlsplatz als Einzelperson in Konkurrenz zur verbliebenen Gruppe teilzunehmen (keines der beiden Projekte war erfolgreich). Nach dem Ausscheiden von Leitner prägte Anna-Lülja Praun für die verbliebene Dreiergruppe die inoffizielle Bezeichnung „die Dreiviertler“. Holzbauer verbrachte die Jahre 1956–1964 in den Vereinigten Staaten und schied dann aus der arbeitsgruppe 4 auch formell aus, um sein eigenes Architekturbüro zu führen. Kurrent und Spalt arbeiteten am längsten, bis zum Beginn der 1970er Jahre, zusammen.

## Werke und Rezeption
Die Entwürfe und Ideen der arbeitsgruppe 4 (Eigenschreibweise) gelten als Meilensteine der österreichischen Architekturgeschichte. Die Arbeitsgemeinschaft produzierte im Laufe von zwei Jahrzehnten rund 120 Projektentwürfe, von denen etwa ein Dutzend realisiert wurden. Als Frühwerk der Gruppe gilt die Parscher Pfarrkirche Zum Kostbaren Blut in Salzburg. Viele Wettbewerbsentwürfe der Gruppe wurden gelobt, aber letztlich doch nicht realisiert. Speziell mit dem Bauherrn Stadt Wien kam es kaum zur Realisierung von Projekten.
In der Einladung zu einer Ausstellung über die Arbeitsgruppe 4 betonte das Architekturzentrum Wien 2010, die Gruppe habe 1950–1970 „wegweisende Konzepte entwickelt, die für die folgenden Jahrzehnte wichtige Impulse setzten. Aus dem scheinbaren Gegensatz ihrer bewussten Beschäftigung mit der Vergangenheit einerseits und ihrer avantgardistischen Pionierleistungen mit konstruktiv-technischen Neuerungen andererseits resultiert die 'unterschwellige' Wirkung der Arbeitsgruppe 4 bis heute und macht sie zu einem spannenden Phänomen ihrer Zeit.“
Spalt und Kurrent übergaben ihre Archive als „Vorlässe“ an das Architekturzentrum Wien. Sie bildeten die Basis für die Recherchen zur Ausstellung, die das Zentrum vom 4. März bis zum 31. Mai 2010 in seinen Räumen im Museumsquartier Wien unter dem Titel x projekte der arbeitsgruppe 4. Holzbauer, Kurrent, Spalt (1950–1970) zeigte.